# Dev (cantante)
Dev, pseudonimo di Devin Star Tailes (Tracy, 2 luglio 1989), è una cantautrice e rapper statunitense.
Le sue doti vocali sono state scoperte dal duo hip hop The Cataracs su MySpace. La sua canzone Booty Bounce è stata campionata nel singolo dei Far East Movement, Like a G6, che ha raggiunto la prima posizione nella US Billboard Hot 100 e venduto oltre quattro milioni di download negli Stati Uniti. Dev ha pubblicato il suo primo singolo ufficiale Bass Down Low a dicembre che ha raggiunto la top 10 nel Regno Unito. L'album di debutto di Dev, The Night the Sun Came Up, è stato pubblicato il 27 marzo 2012. Il secondo singolo In the Dark ha raggiunto l'undicesima posizione nella classifica statunitense ed è certificato disco di platino dalla RIAA, è il singolo da solista di maggior successo fino ad oggi. Ha anche raggiunto la prima posizione nella Slovacchia e in altri paesi europei.

## Biografia
Dev è nata a Tracy, in California, da Lisa, agente immobiliare, e Riki Tailes, pittore edile. Dev è cresciuta a Manteca ed è di origini portoghesi e messicane. Ha due sorelle, Sierra Sol e Maezee Lua. All'età di quattro anni ha cominciato a praticare nuoto entrando a far parte di un programma statunitense di sviluppo olimpico. Durante gli anni della scuola superiore ha fatto parte di un gruppo musicale e di un coro scolastico. Successivamente ha frequentato il San Joaquin Delta College studiando inglese e storia dell'arte.

### Inizio della carriera musicale
Dev ha realizzato una cover di una canzone di Amy Winehouse e dopo averla registrata sul suo MacBook l'ha inviata in risposta alla nuova fidanzata del suo ex ragazzo. Un suo amico ha pubblicato la canzone su MySpace e il duo-pop statunitense The Cataracs sorpresi dalle doti vocali di Dev ha deciso di contattarla per scrivere e produrre musica insieme. Per intraprendere la carriera di cantante ha interrotto gli studi scolastici. Sei mesi dopo i The Cataracs hanno pubblicato una canzone in collaborazione con Dev dal titolo 2Nite che ha iniziato ad essere trasmessa sulle radio, sul canale televisivo mtvU, e sulla Billboard Hot Dance Airplay chart. Nel 2009 Dev si è trasferita a Los Angeles per produrre musica sotto l'etichetta discografica "Indie-Pop".
Nel 2010 i The Cataracs hanno prodotto Like a G6 con i Far East Movement e hanno deciso di utilizzare un verso dalla canzone di Dev, Booty Bounce, come coro. Le due canzoni erano state realizzate nella stessa estate e casualmente si decise di realizzare questo collegamento. Like a G6, con la partecipazione dei The Cataracs e Dev, è uscita nell'aprile 2010 e ha raggiunto il primo posto nella Billboard Hot 100 vendendo oltre quattro milioni di download negli Stati Uniti.

### The Night the Sun Came Up(2010–2012)
Nell'agosto 2010 Dev ha registrato un video musicale per la canzone Booty Bounce diretto da Ethan Lader. Nell'ottobre 2010 Dev firma per l'etichetta discografica Universal Republic e il suo primo singolo ufficiale, Bass Down Low, verrà trasmesso nelle radio musicali a partire da novembre. La canzone ha raggiunto la sessantunesima posizione nella Billboard Hot 100 e la seconda nella Heatseekers Songs. In Canada, il brano ha raggiunto la trentacinquesima posizione nelle sue cinque settimane nella Billboard Canadian Hot 100. Un critico di The Arizona Republic ha nominato la canzone come quarto miglior singolo di dicembre 2010 paragonandola con il singolo Tik Tok di Kesha, affermando però che Dev dimostra di avere un proprio stile molto personale. Il 26 aprile dell'anno seguente ha fatto seguito il secondo singolo ufficiale In the Dark che ha raggiunto l'undicesima posizione nella Billboard Hot 100 e la prima posizione nella Billboard Dance Charts e Heatseekers Songs. Le è stato riconosciuto anche il disco di platino negli Stati Uniti e in Canada per le 1 000 000 copie vendute in entrambi i paesi.

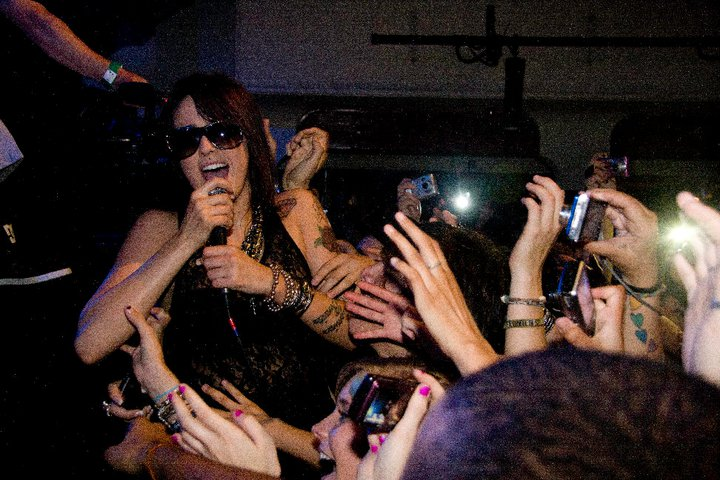
Dev canta Bass Down Low in un club a Santa Cruz (California) nel novembre del 2010

 L'album di debutto di Dev The Night the Sun Came Up,  sebbene sia stato rinviato molte volte, è stato pubblicato il 27 marzo 2012. Sin dal 2009 Dev ha iniziato a lavorare al suo album di debutto con i produttori principali, The Cataracs. Nel marzo 2011, Dev e i The Cataracs si sono recati in Costa Rica per tre settimane dove hanno registrato e prodotto la maggior parte del materiale dell'album. La cantante, a proposito dei generi contenuti nell'album, ha detto: «La tipica musica pop non è la sola cosa che sono brava a fare; ho un sacco di idee e influenze hip hop, alcune ballate elettro.»
Il 2011 è stato un anno ricco di collaborazioni, nel marzo 2011 è uscito il singolo dei New Boyz Backseat, con la collaborazione di Dev e i The Cataracs. La canzone ha raggiunto la trentasettesima posizione nella Billboard Hot 100. Sempre nello stesso anno Dev ha collaborato con il dj Martin Solveig in We Came To Smash, title track dell'album Smash dello stesso produttore musicale. Dev ha anche collaborato con la boy band britannica JLS nella summer-hit She Makes Me Wanna che ha raggiunto la prima posizione nella Top 40 britannica nella prima settimana, Dev appare anche nell'album Nothing but the Beat del dj francese David Guetta in I Just Wanna F e anche nell'album Unbroken della cantautrice statunitense Demi Lovato in Who's That Boy. Dev ha inoltre collaborato anche con Afrojack, Borgore, Timbaland, Travis Barker, Snoop Dogg, Ludacris, E-40 ed Eric Saade. Il 20 dicembre 2011 è stato pubblicato su iTunes a livello mondiale Naked, il terzo singolo di Dev in collaborazione con Enrique Iglesias che ha raggiunto il primo posto in Messico.

### Bittersweet July(2013-2015)
Al Lollapalooza 2012, Dev ha rivelato che stava attualmente lavorando al suo secondo album, «Sto usando una strumentazione molto più viva per questo album, mi sono divertita un sacco a fare un primo album molto elettronico, ma ora mi sto muovendo verso suoni diversi.» Il 1º novembre 2013 Dev ha pubblicato sul suo canale youTube ufficiale una canzone dal titolo Kiss It prodotta da Hit-Boy con la partecipazione del rapper californiano Sage The Gemini.
A metà del 2014, dopo l'uscita del suo precedente singolo, Dev ha annunciato l'abbandono dalla casa discografica Universal Republic per poter pubblicare il proprio materiale senza etichetta discografica. Il 31 luglio 2014 Dev ha pubblicato uno Split EP dal titolo Not All Love Songs Have To Be So Sad in collaborazione con NanosauR, un produttore e amico di vecchia data. Nell'EP è presente anche una cover delle canzoni Part of Me e The One That Got Away di Katy Perry. L'11 agosto 2014 Dev pubblica il singolo promozionale Kids dell'EP Bittersweet July, pubblicato su iTunes il 23 settembre 2014. Successivamente è stato pubblicato il primo singolo Honey Dip, il cui video è stato diretto dalla rapper californiana Kreayshawn e pubblicato il 24 novembre dello stesso anno. Il 15 dicembre, a sorpresa, Dev pubblica Bittersweet July, Pt. 2, progetto musicale che fa da seguito all'EP precedente. Il 24 marzo 2015 è stato pubblicato Parade il primo singolo dell'EP le cui sonorità robotiche sono un forte richiamo ai primi lavori della cantante.
Anche il 2015 è stato un anno ricco di collaborazioni per la cantante. Il 2 giugno 2015 Dev ha collaborato con il duo australiano Nervo in Hey Ricky che vede anche la partecipazione di Kreayshawn e Alisa Ueno. Nel dicembre dello stesso anno Dev collabora con il dj californiano Nytrix in Electric Walk che ha raggiunto 'ottava posizione nella Billboard Dance Charts.

### I Only See You When I'm Dreamin'(2016-presente)
Il 27 gennaio 2016 esce il singolo Lowkey. Nel mese di giugno attraverso twitter la cantante annuncia di aver finito l'album: «Sto solo aspettando il giusto momento, la giusta canzone, il giusto ritmo». Il 19 agosto 2016 esce #1 in collaborazione con il rapper californiano Nef The Pharaoh che anticipa il suo secondo album in studio impostato per essere pubblicato nello stesso anno.
Il 26 luglio 2017 viene annunciato tramite l'account instagram della cantante che il nuovo album in studio I Only See You When I'm Dreamin' verrà pubblicato l'8 settembre dello stesso anno.
Anche il 2017 per Dev è ricco di collaborazioni. Nel febbraio collabora con il dj olandese Sander Kleinenberg nella canzone We Rock It che ha raggiunto la prima posizione nella Beatport House Chart. Ha anche collaborato assieme a Trinidad James con il gruppo statunitense Cash Cash in The Gun, settima traccia del loro quarto album studio Blood, Sweat & 3 Years.
Nel 2018, Dev pubblica i singoli Rock On It, Down For Me, Girls Don't Lie e Clean Break. Nel 2019 l'attività di Dev si riduce e viene dunque pubblicato un unico brano, Make Out. Nel 2020, l'artista torna in scena con i singoli Mango e Follow My Lead.

## Vita privata
Nel settembre 2011, Dev ha reso pubblica la sua maternità. Il 9 dicembre 2011, alle ore 5:28 del mattino, ha dato alla luce Emilia Lovely, MTV nel marzo 2012 ha mandato in onda uno speciale dedicato alla vita di Dev come nuova mamma e cantante. Lo spettacolo Inoltre ha messo luce come la figlia, nata con un difetto della parete addominale chiamata gastroschisi, è riuscita a superare la malattia crescendo ogni giorno sempre più forte.

## Discografia

### Album in studio
- 2012 – The Night the Sun Came Up
- 2017 – I Only See You When I'm Dreamin'

### EP
- 2014 – Not All Love Songs Have To Be So Sad (with NanosauR)
- 2014 – Bittersweet July
- 2014 – Bittersweet July, Pt. 2

### Singoli
- 2010 – Bass Down Low (feat. The Cataracs)
- 2011 – In the Dark
- 2012 – Naked (feat. Enrique Iglesias)
- 2013 – Kiss It (feat. Sage the Gemini)
- 2014 – Honey Dip
- 2015 – Parade
- 2016 – Lowkey
- 2016 – #1 (feat. Nef the Pharaoh)
- 2017 – All I Wanna Do
- 2018 – Come At Me